# Шеро (Колорадо)
Шеро (енгл. Cheraw) град је у америчкој савезној држави Колорадо.

## Демографија
По попису из 2010. године број становника је 252, што је 41 (19,4%) становника више него 2000. године.
| Група             | 2000.       | 2010.       |
| Белци             | 185 (87,7%) | 184 (73,0%) |
| Афроамериканци    | 0 (0,0%)    | 3 (1,2%)    |
| Азијати           | 0 (0,0%)    | 1 (0,4%)    |
| Хиспаноамериканци | 23 (10,9%)  | 58 (23,0%)  |
| Укупно            | 211         | 252         |